# 마쓰나가 히사미치
마쓰나가 히사미치(松永 久通, 1543년 ~ 1577년)는 센고쿠 시대 야마토국의 무장이다.

## 생애
덴분 12년(1543년) 1월 8일, 마쓰나가 히사히데의 적남으로 태어났다. 생년에 대해서는 덴분 7년(1538년)이라는 설도 있다.
일찍부터 아버지를 따랐다. 에이로쿠 5년 (1562년), 아버지한테서 가독을 물려받아 다몬 산성 성주가 되어, 정5위하(従五位下), 우에몬사(右衛門佐)에 서위, 임관되었다. 에이로쿠 8년(1565년)에는 미요시 산닌슈와 같이 무로마치고쇼(室町御所)에 해당하는 13대 쇼군 아시카가 요시테루의 암살실행범으로 참가했다. (아버지 히사히데는 참가하지 않고, 대신 히사미치가 맡았다.)
에이로쿠 11년(1568년), 오다 노부나가가 요시테루의 동생 15대 쇼군 아시카가 요시아키를 모시고 상경하자, 아버지와 같이 노부나가에게 항복하여 야마토국의 소유권을 인정받았다. 그 후에는 부자(父子)가 노부나가를 따랐지만, 노부나가 포위망이 펼쳐지자 아버지와 같이 노부나가를 반역했다. 하지만 덴쇼 원년(1573년)다몬 산성을 오다군에게 공격받아 항복했다.
덴쇼 5년(1577년) 10월, 다시 아버지 히사히데가 오다 노부나가에게 모반을 일으키자 노부나가에게 반항하여 아버지와 같이 시기 산성에서 자결했다(시기 산성 전투). 향년 35세.